# Hłuszyn (rejon złoczowski)
Hłuszyn lub Głuszyna (ukr. Глушин) – wieś na Ukrainie w rejonie złoczowskim obwodu lwowskiego.

## Historia
Dawniej przysiółek wsi Hołoskowice.
Do 2020 w rejonie brodzkim. 